# Phytoliriomyza flavopleuralis
Phytoliriomyza flavopleuralis är en tvåvingeart som beskrevs av Spencer 1977. Phytoliriomyza flavopleuralis ingår i släktet Phytoliriomyza och familjen minerarflugor. Inga underarter finns listade i Catalogue of Life.